# تود كونيغ
تود كونيغ (بالإنجليزية: Todd Koenig)‏ هو لاعب كرة قدم أمريكية أمريكي، ولد في 27 نوفمبر 1985.